# Ultra low expansion glass

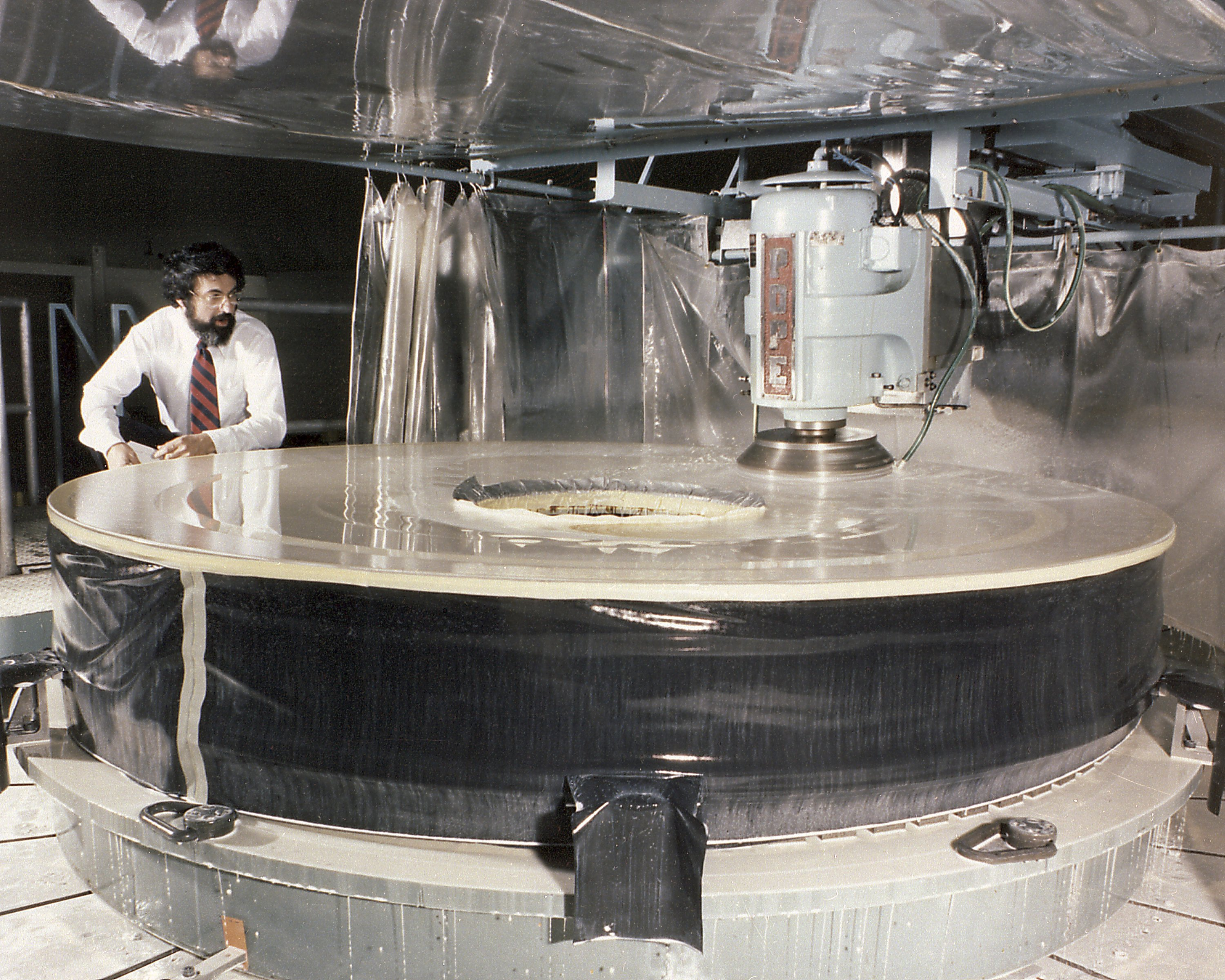
Espejo del telescopio espacial Hubble, fabricado con vidrio ULE

Ultra Low Expansion glass (ULE) (Vidrio de expansión ultrabaja en español) es una marca registrada de la compañía Corning. Posee una dilatación térmica muy baja, y contiene como componentes óxido de silicio(IV) y menos del 10% de óxido de titanio(IV). Esta baja expansión térmica lo hace muy resistente al choque térmico de alta temperatura. Corning fabrica el vidrio ULE desde la década de 1960, pero sigue siendo muy importante para numerosas aplicaciones.

## Aplicaciones
Existen muchas aplicaciones para el ULE, pero la más común, con diferencia, es la fabricación de espejos y lentes para telescopios, tanto en entornos espaciales como terrestres. Uno de los ejemplos más conocidos del uso del ULE se encuentra en el espejo del telescopio espacial Hubble. Otro buen ejemplo de su aplicación es el base del espejo del Observatorio Gemini. Este tipo de material es necesario para esta aplicación, dado que los espejos de los telescopios, especialmente los muy grandes y de alta precisión, no pueden deformarse ni siquiera ligeramente. Si esto sucediera, el telescopio quedaría desenfocado. Algunos otros ejemplos y usos del ULE son:
- Sustratos de expansión ultrabaja para espejos y otros elementos ópticos
- Estándares de longitud
- Monturas de espejo ligeras en forma de panal
- Telescopios astronómicos
- Tecnología de medición de precisión
- Cavidades láser

Otro uso más nuevo para este material que se muestra prometedor es en la industria de los semiconductores, nuevamente debido a la pureza y la expansión extremadamente baja del vidrio ULE.

## Estructura
La estructura del ULE es completamente amorfa, por lo que se trata de un vidrio y no de una cerámica. La estructura amorfa del material proviene de que no hay fases cristalinas dentro de la estructura, por lo que no existe un orden de largo alcance.

## Elaboración

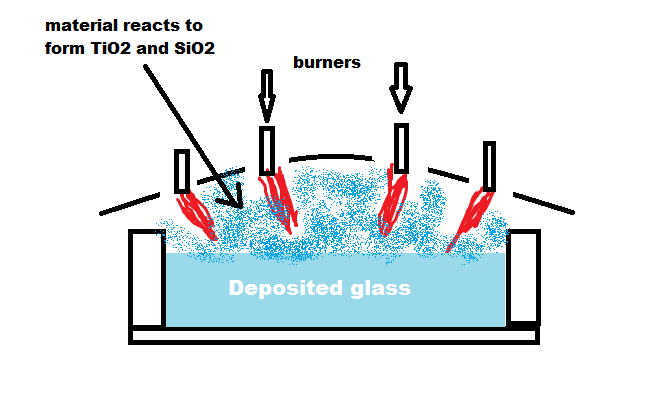
Diagrama de proceso de elaboración del vidrio ULE

La forma en que se fabrica el ULE es muy diferente de la forma habitual en la que se producen los vidrios comunes. En lugar de mezclar materiales en polvo en un lote, fundir ese lote y verter láminas de vidrio, el ULE, al ser un vidrio de tan alta temperatura de fusión, debe fabricarse mediante un proceso de hidrólisis a la llama. En este proceso, se inyectan precursores de alta pureza en una serie de llamas, lo que hace que reaccionen y formen TiO2 y SiO2. El TiO2 y el SiO2 caen y se depositan sobre un crisol, donde el material va creciendo formando el vidrio.

## Propiedades

### Térmicas
El vidrio de expansión ultrabaja tiene un coeficiente de expansión térmica de aproximadamente 10−8/K a una temperatura de 5 a 35 °C. Tiene una conductividad térmica de 1,31 W/(m·°C), difusión térmica de 0,0079 cm2/s, un calor específico medio de 767 J/(kg·°C), un punto de fluencia de 890 °C [1634 °F], y un punto de ablandamiento estimado de 1490 °C [2714 °F], un punto de recocido de 1000 °C [1832 °F].

### Mecánicas
El vidrio de expansión ultrabaja tiene una tensión de rotura de 49,8 MPa (7222,9 psi), un índice de Poisson de 0,17, una densidad de 2,21 g/cm3 (0,079 lb/in3), una rigidez específica de 3,12×106 m (1,23×108 in), un módulo de cizalladura de 29,0 GPa (4,20×106 psi), un módulo de compresibilidad de 34,1 GPa (4,95×106 psi) y un módulo elástico de 67,6 GPa (9,80×106 psi).

### Ópticas
El ULE tiene un coeficiente óptico de tensión de 4,15 (nm/cm)/(kg/cm3) [0,292(nm/cm) psi] y un número de Abbe de 53,1.

### Otras
El ULE tiene una alta resistencia a la intemperie debido a su dureza, y además no se ve afectado por casi ningún agente químico. Tampoco muestra cambios cuando se enfría rápidamente desde 350 °C.